# Модін Сергій Георгійович
Сергій Георгійович Модін — старший сержант Збройних Сил України, учасник російсько-української війни, що загинув у ході російського вторгнення в Україну в 2022 році.

## Життєпис
Сергій Модін народився 15 листопада 1975 року. Проживав у Полтаві. З початком повномасштабного російського вторгнення в Україну був мобілізований 25 лютого Полтавським міським об'єднаним ТЦК та СП й перебував на передовій у складі військової частини А 1493 десантно-штурмових військ 5 БТГр 81-Ї окремої аеромобільної бригади. Загинув 6 травня 2022 року в бою, відбиваючи атаку противника поблизу села Малинівки Пологівського району Запорізької області. Чин прощання відбувся 13 травня 2022 року в Полтаві біля Свято-Успенського кафедрального собору разом із Олександром Врачовим. Молебень за загиблими воїнами провів Архієпископ Полтавський і Кременчуцький Федір.
На фасаді школи, де навчався загиблий Герой, розміщена меморіальна табличка та висаджена Калина памя'ті

## Родина
У загиблого воїна залишилися батьки, дружина, доньки та онук.

## Нагороди
- Орден «За мужність» III ступеня (2022, посмертно) — за особисту мужність і самовіддані дії, виявлені у захисті державного суверенітету та територіальної цілісності України, вірність військовій присязі[4].